# Richmond Hill (Londres)
Pour les articles homonymes, voir Richmond Hill (homonymie).

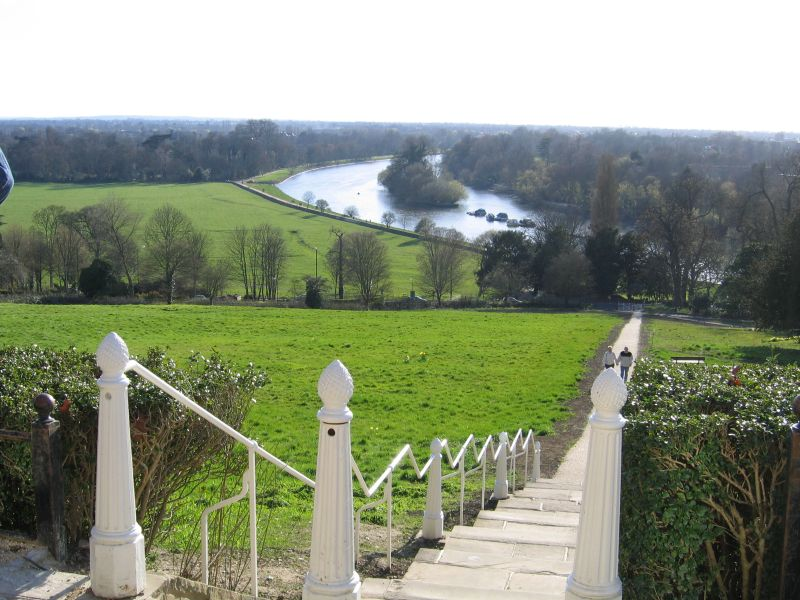
Vue de Richmond Hill vers le sud-ouest.

Richmond Hill est une colline de Richmond, en banlieue de Londres.

## Situation et accès
Elle est située à proximité du palais de Richmond et du Richmond Park, ainsi que de la Tamise.
Richmond Hill est aussi le nom de la route principale qui monte la colline.

## Historique
Cette colline renommée offre la seule vue en Angleterre à être protégée par une loi du Parlement : la Richmond, Petersham and Ham Open Spaces Act 1902 (en).

## Bâtiments remarquables et lieux de mémoire
Richmond Hill est immortalisée dans les peintures de Joshua Reynolds et de Joseph Mallord William Turner par exemple.

Richmond Hill par Turner
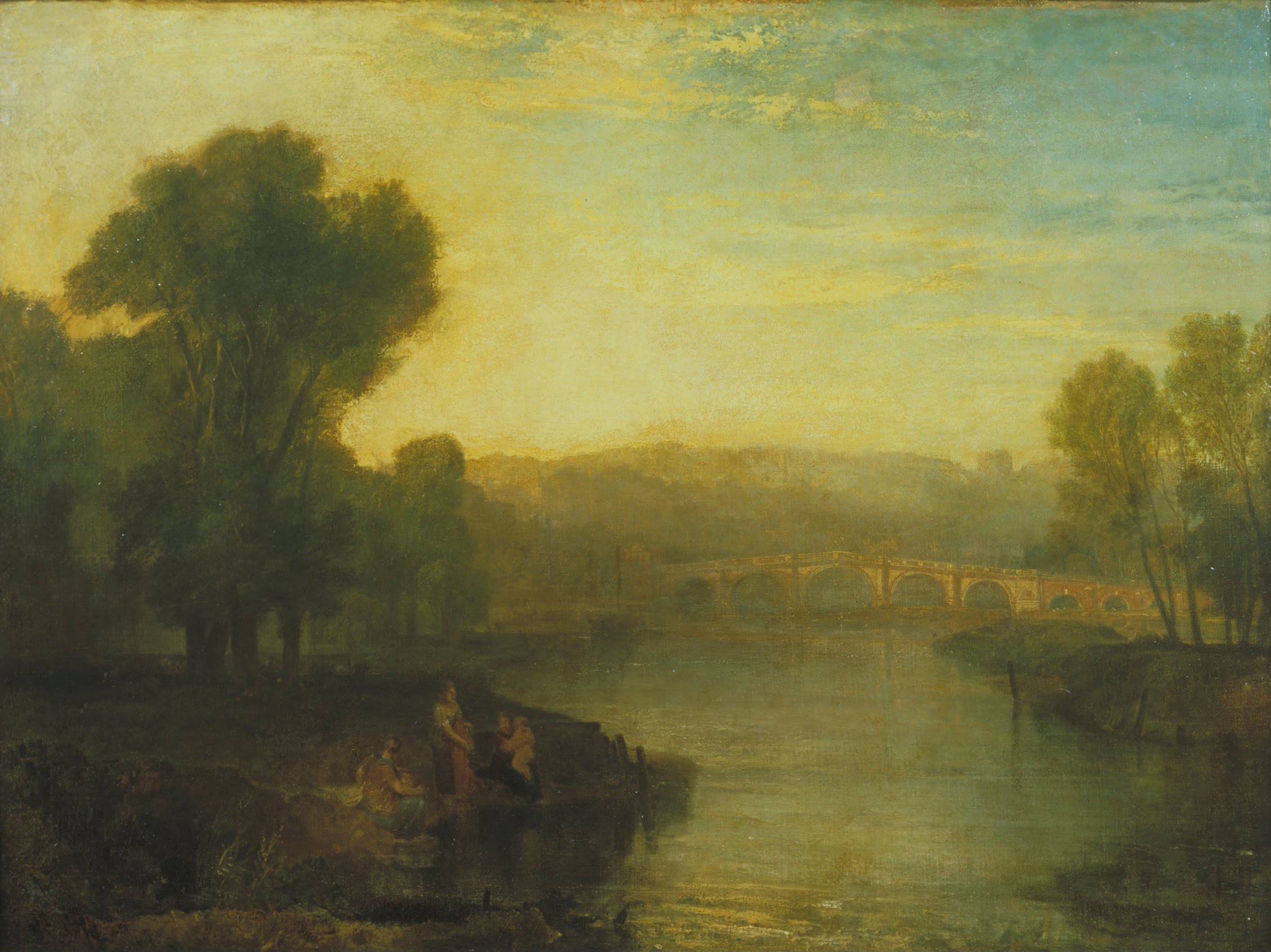
Vue de Richmond Hill et du pont, 1808 Tate Britain, Londres
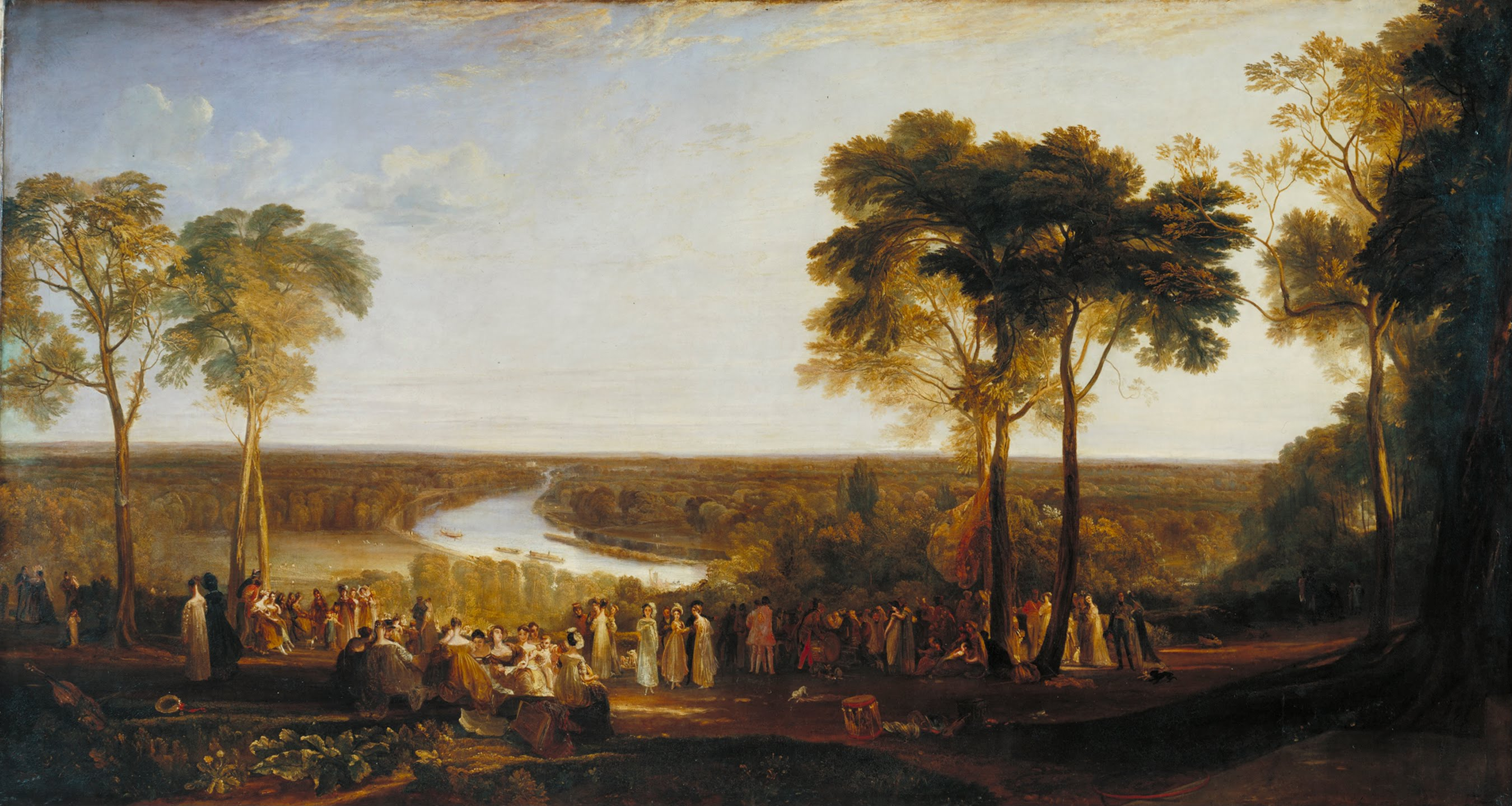
Richmond Hill à l’occasion de l’anniversaire du prince régent, 1819 Tate Britain, Londres